# Marie Jean-Baptiste Balthazar Magnier
Pour les articles homonymes, voir Magnier.
Marie Jean-Baptiste Balthazar Magnier est un homme politique français né le 7 janvier 1792 à Ribeauvillé (Haut-Rhin) et mort le 15 novembre 1849 à Saverne (Bas-Rhin).

## Biographie
Lieutenant-colonel de gendarmerie, il est conseiller général et député du Bas-Rhin de 1841 à 1842, siégeant dans la majorité soutenant la Monarchie de Juillet.
Il termine sa carrière militaire avec le grade de colonel de cavalerie.

## Sources
- « Marie Jean-Baptiste Balthazar Magnier », dans Adolphe Robert et Gaston Cougny, Dictionnaire des parlementaires français, Edgar Bourloton, 1889-1891 [détail de l’édition]